# Skul: The Hero Slayer
『Skul: The Hero Slayer』は、韓国のインディーゲームスタジオSouthPAW Gamesが開発しNEOWIZより2021年1月21日に発売された2D横スクロールアクションゲーム。

## 概要
小柄なスケルトンのスカル（Skul）が主人公で、侵略を仕掛けてきた人間たちとの戦いを繰り広げる。人間の「初代勇者」と帝国軍により魔王の城が焦土化して魔族たちが人間に捕らえられたため、残されたスカルは仲間を救出するために帝国へ向かう。
スカルは、道中などで手に入る頭蓋骨を自身のものと取り換えることで変身し新たな能力を得ることができる。また、プレイするたびにステージのエリア構成が変化するローグライクゲームの要素も本作の特徴となっている。
発売前の2020年6月には、ローグライクアクションゲーム『Dead Cells』とのコラボレーションの実施が発表された。
本作の販売本数は、韓国で開発されたインディーゲームとして初めて100万本を超え、2023年12月時点では200万本に到達している。

## システム
本作には大きく分けて5つのステージがある。各ステージは複数のエリアで構成されており、これらを連続で攻略していき最終エリアのボスを撃破すればステージクリアとなる。各エリアは前述のようにプレイごとに構成が変化し、また、エリアの出口が複数ある場合はどれに入るかによってもその後の構成が変化する。
頭蓋骨は、装着中のものを含め2個まで保持でき、プレイ中に任意で切り替えることが可能（ただし、切り替え直後にクールタイムが発生する）。2つある状態で新たな頭蓋骨を入手する際には、手持ちの頭蓋骨のうち1つを手放すことになる。
ライフが尽きてゲームオーバーになると、拠点に戻される。拠点では、冒険中に手に入れた「魔石」を魔女に一定数渡すことでステータスの増加や能力の付与などを行い、スカルを永続的に強化できる。また、冒険の途中で囚われている仲間を救出すると、その仲間は拠点に移動しスカルの手助けをするようになる。

## 受賞
- GIGDC 2019 Indie Game Award 一般部門 グランプリ[6]
- 2020年大韓民国ゲーム大賞 インディーゲーム賞[7]